# Libro del tesoro

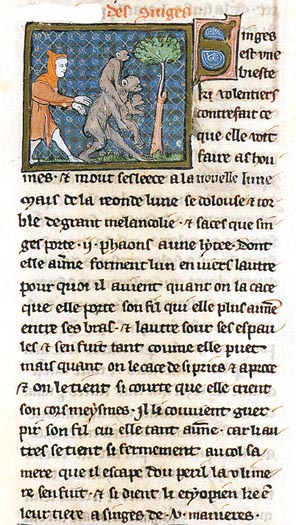
Los libros del tesoro, libro I, página del bestiario que describe el mono.

El Libro del tesoro (Li livres dou tresor) es una enciclopedia compilada en Francia en lengua francesa antigua entre 1260 y 1267 por Brunetto Latini.

## Historia

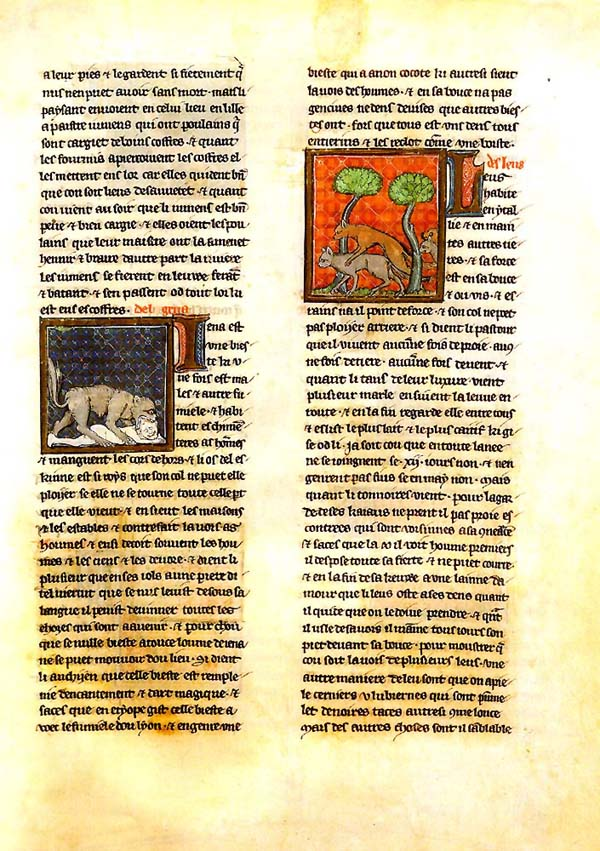
Detalle de una página del Libro del tesoro con sus característicos arabescos e imágenes de animales.

La obra fue escrita durante el exilio del autor en Francia en lenguas de oíl y fue después ampliada en Florencia en torno a 1275. 
A España llegó sólo la primera versión, de la que se conservan trece manuscritos. Lo curioso es que en algunos de esos manuscritos se cita como promotor de la traducción a Alfonso X mientras que en otros se cita a Sancho IV, por lo que es posible que se hicieran dos traducciones de la misma obra.
Se trata de un códice iluminado del siglo XIII, conservado en la actualidad en la Biblioteca Nacional de Rusia, en San Petersburgo, con la signatura Fr. F. v. III, 4.

## Composición
Se compone de tres libros o partes diferenciadas: 
1. La primera comienza con una «historia universal», que comprende la historia bíblica, la historia de Troya, la de Roma y la del Medievo, seguidas de una historia natural donde se recopila una extensa información sobre astronomía y geografía y se incluye un bestiario. También trata en detalle algunas especies de animales de pelo y de pluma.
2. La segunda versa sobre ética: recoge pensamientos de moralistas, clásicos y medievales, y estudia los vicios y virtudes propios de los hombres;
3. La tercera, la parte más original de la obra, trata de cuestiones relacionadas con la política y el arte de gobernar que, según el autor,

чщСг

es la más noble e más alta sçiençia e el más noble ofiçio que sea en tierra [...]

A pesar de ser un compendio de estilo antiguo, en la línea de los de Marciano Capella e Isidoro de Sevilla, posee una serie de rasgos que muestran un intento de acercamiento al nuevo público al que iba dedicado (funcionarios, burgueses y clase nobiliaria), como son la omisión de los temas religiosos y el tratamiento de otros (la retórica y la ética) nunca abordados por extenso en una obra de estas características.

## Descripción
La obra se compone de 298 páginas y 155 miniaturas; la encuadernación es en piel marrón con motivos de mosaicos. 
Las miniaturas de este códice son extremadamente ricas y variadas. La imaginación del artista es inagotable: los márgenes de 18 folios están llenos de numerosos arabescos y drolerías. Estas constituyen una de las series más evolucionadas, más interesantes y más antiguas de este género en la historia de la miniatura europea. Abundan también bestias, personajes grotescos y extraños, enanos; acróbatas que hacen equilibrios y malabarismos y músicos que tocan la trompeta, la flauta, la viola, la pandereta, el órgano y la gaita; también aparecen pájaros, liebres, cervatillos, leones y unos perros a la caza del jabalí. Incluso se ha dibujado la creación de Eva. 
Las ilustraciones de la historia natural utilizan esquemas tradicionales que se remontan a los bestiarios de tradición románica.

## Ediciones Actuales
El sello español M. Moleiro Editor publicó en 1999 la primera y única reproducción facsímil del Libro del tesoro, en una edición limitada a 987 ejemplares, acompañada de un volumen de estudio del año 2000 a cargo de L.I. Kisseleva (Biblioteca Nacional de Rusia, San Petersburgo), I.P. Mokretsova (Instituto Estatal de Investigaciones para la Restauración (GosNIIR)), W.B. Clark (Marlboro College), I.P. Mokretsova, G.Z. Bykova y V.N. Kiréyeva (Instituto Estatal de Investigaciones para la Restauración (GosNIIR)).